# ائروپوستال آلس دو سنتروآمریکا
ائروپوستال آلس دو سنتروآمریکا (به انگلیسی: Aeropostal Alas de Centroamerica) یک شرکت هواپیمایی ارزان‌قیمت در سان خوزه کشور کاستاریکا است که در تاریخ ۲۰۰۳ میلادی تأسیس شده است. پایگاه اصلی این شرکت هواپیمایی در فرودگاه بین‌المللی خوآن سانتاماریا قرار دارد.